# 가족계획

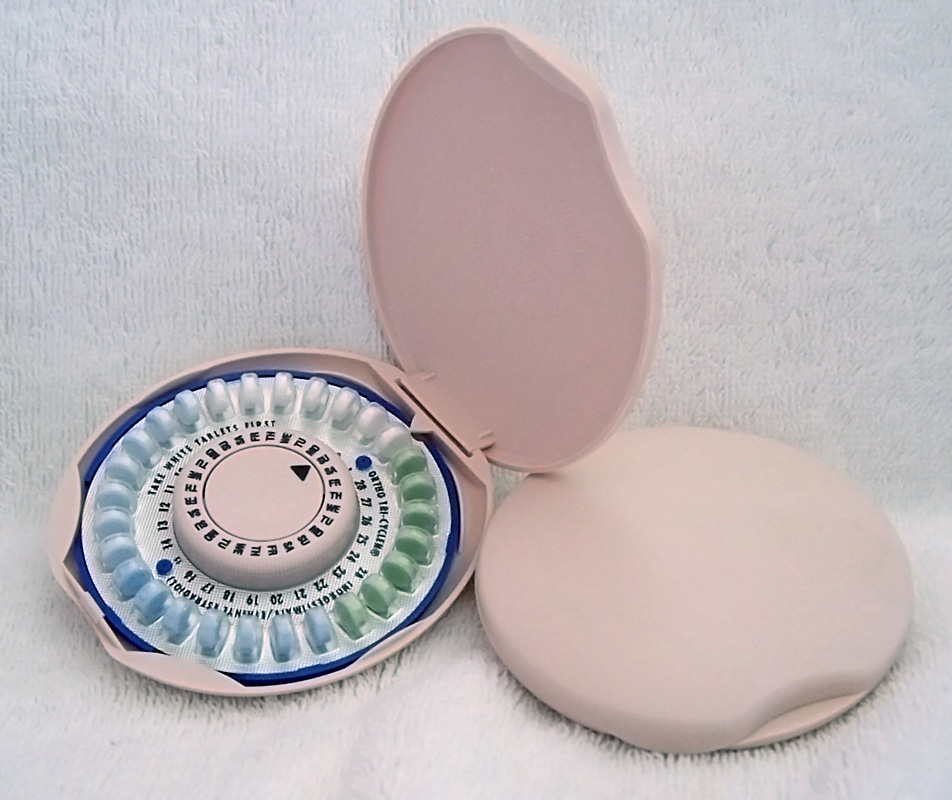
복합 경구 피임약. 1960년에 도입된 "피임약"은 수십 년 동안 가족 계획에 중요한 역할을 해왔다.

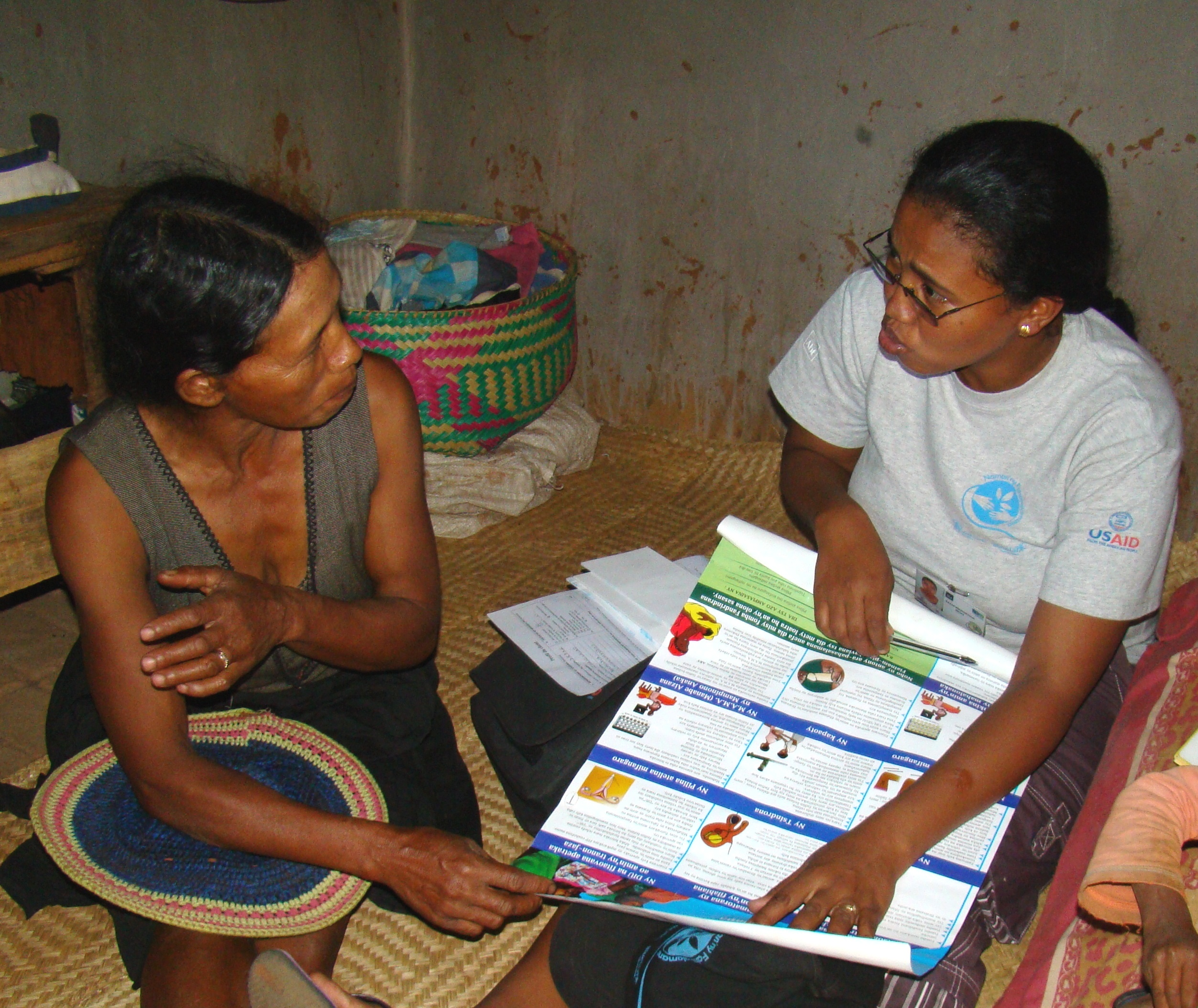
마다가스카르의 한 지역 보건 종사자가 한 여성에게 가족 계획을 위한 다양한 방법을 설명하고 있다.

가족계획(家族計劃)은 가족의 행복을 위해 부부등이 자녀를 출산할 계획을 세우는 일이다. 대한민국에서는 가족계획사업은 가족의 건강과 가정복지의 증진을 위하여 수태조절(受胎調節)에 관한 전문적인 의료봉사·계몽 또는 교육을 하는 사업으로 대한민국 모자보건법에서 정의하고 있다. 현대에는 어떤 방향으로든 인구문제의 해결을 위해 국가가 가정의 가족계획에 개입하는 가족계획사업을 실시하고 있다.

## 각국의 가족 계획

### 대한민국
대한민국에서는 1990년대까지 출산율을 낮추는 방향으로 가족계획사업이 실시되었으나, 현재는 방향이 바뀌어 출산을 장려하는 방향으로 실시되고 있다.

### 중화인민공화국
중화인민공화국은 1가구 1자녀 원칙에 따른 가족계획 사업을 실시하고 있으며, 둘째 아이를 임신한 것이 발각된 경우 강제로 낙태되며, 태어나도 생존이 가능한 임산부에 대해서도 낙태가 시행되어 비난을 받고 있다.

## 세계 피임의 날
세계 피임의 날(영어: World Contraception Day)은 모든 임신은 원해서 이루어지는 세상을 만들기 위한 비전으로 전 세계적으로 진행되는 캠페인이다. 젊은이들이 성과 생식학적 건강에 관해 잘 알고 올바른 결정을 할 수 있도록 피임에 관한 의식을 증진하는 것을 목표로 하고 있다. 매년 9월 26일에 행사가 개최되며, 피임에 관한 올바른 의식을 증진하고 성과 생식학적 건강에 관한 교육향상에 목표를 둔 행사들이 매년 지역별로 개최된다.

## 같이 보기
- 자연피임법
- 출생주의
- 육아휴직
- 맞춤아기
- 성별 선택
- 인구 과잉
- 플랜드페런트후드